# Ctenus kingsleyi
Ctenus kingsleyi este o specie de păianjeni din genul Ctenus, familia Ctenidae, descrisă de F. O. P.-cambridge, 1898. Conform Catalogue of Life specia Ctenus kingsleyi nu are subspecii cunoscute.